# Karl Meiler
Karl Meiler (Múnich, 30 de abril de 1949 - Erlangen, 17 de abril de 2014) fue un tenista de Alemania Occidental.
Meiler ganó cuatro sencillos (1972, Buenos Aires, 1974, Omaha y Calgary; 1977, Manila) y diecisiete títulos de dobles durante su carrera profesional. El alemán llegó a sus sencillos más altos de rango ATP el 23 de agosto de 1973, cuando se convirtió en el No. 20. Murió a los 64 años el 17 de abril de 2014, por complicaciones de una lesión en la cabeza sufrida en noviembre de 2013.